# Théophile Kaboy Ruboneka
Théophile Kaboy Ruboneka est un prélat catholique romain congolais, né le 27 février 1941. Il a été ordonné prêtre le 27 août 1972. Il était évêque de Kasongo; ensuite, évêque coadjuteur de Goma, avant de devenir évêque titulaire du diocèse. Il occupe cette fonction jusqu'à l'acceptation de sa démission pour limite d'âge par le pape François le 23 avril 2019.

## Formation et ordination
Il a été ordonné prêtre le 27 août 1972. Il est titulaire d’un doctorat en histoire de l’Église, obtenu à l’Université pontificale grégorienne de Rome en 1980. Sa thèse, intitulée Implantation missionnaire au Kivu (Zaïre). Une étude historique des établissements des Pères Blancs : 1880–1945, constitue une référence majeure sur l’histoire de l’évangélisation dans l’est du Congo.

## Épiscopat
Le 2 novembre 1995, il est nommé évêque de Kasongo par le pape Jean-Paul II. Il est consacré le 19 mars 1996 par Faustin Ngabu, évêque de Goma, assisté de Christophe Munzihirwa, archevêque de Bukavu, et de Faustino Sainz Muñoz, nonce apostolique  .
Le 21 avril 2009, le pape Benoît XVI le nomme évêque coadjuteur de Goma. Il succède à Faustin Ngabu le 18 mars 2010, devenant ainsi le troisième évêque du diocèse de Goma.
Il exerce cette fonction jusqu’au 23 avril 2019, date à laquelle le pape François accepte sa démission pour limite d’âge. 

## Engagements pastoraux et sociaux
Théophile Kaboy Ruboneka a été président de la Commission épiscopale pour la pastorale liturgique, le culte divin et la discipline des sacrements au sein de la Conférence épiscopale nationale du Congo (CENCO).
Lors du Synode des évêques pour l’Afrique en octobre 2009, il a dénoncé les violences sexuelles massives perpétrées contre les femmes dans l’est de la RDC, les qualifiant d’« arme de guerre » utilisée par divers groupes armés. Il a proposé cinq axes d’action pour soulager les traumatismes subis par les femmes et les enfants victimes de ces violences.

## Publications
Parmi ses publications notables figurent :
- Implantation missionnaire au Kivu (Zaïre). Une étude historique des établissements des Pères Blancs : 1880–1945, thèse de doctorat, Université pontificale grégorienne, Rome, 1980.
- Les étapes historiques du diocèse de Kasongo, 1903–2005, Kasongo, 2006.
- Souvenirs du Centenaire et élargissement des connaissances sur Kasongo, Bukavu, Kivu Presses, 2003.